# フィリップス大学
フィリップス大学（英語: Phillips University）は、アメリカ合衆国オクラホマ州イーニドに1906年から1998年まであった私立・男女共学の大学である。プロテスタントの団体ディサイプルス派と提携していた。

## 歴史
1906年10月9日にエリー・ヴォーン・ズラー(Ely Vaughn Zollars)博士によってオクラホマ・クリスチャン大学として設立された。イーニド地区の実業家らが150,000ドルを調達し、イーニドの東に40-エーカー (160,000 m2)のキャンパスを購入した。最終的には大学はディサイプルス派の教義に基づくこととなったが、大学設置委員会は多様な宗教的背景を持っていた。大学設置委員会は、エドムンド・フランツ（長老派教会）、フランク・ハミルトン（同胞教会、ディサイプルス派）、アル・ローウェン（ユダヤ教）、J.M.ピーラット（ディサイプルス派）、エヴァレット・パーセル（長老派教会）からなる。大学の運営資金は、ペンシルバニア州バトラーのT.W.フィリップスとオクラホマ州のディサイプルス派が提供した。1912年にフィリップスが死去した後、彼の名誉を讃えて大学名をフィリップス大学に改称した。第二次世界大戦中、パーマネンテ造船所で大学名に因んだビクトリー船、SS Phillips Victory（VC2-S-AP2、艦籍番号758）が建造された。
オクラホマ・クリスチャン大学は1907年9月17日に最初の授業を行った。初年度の学生は256人で、そのうち高校を修了していたのは20人だけだった。フィリップス高校は、大学設置と同じ1907年に、大学レベルの授業を受けるための準備を行う準備学校として創設され、1925年まで活動を続けた。大学は1919年3月23日に北中部大学学校協会に、1920年にアメリカ大学協会に加盟した。
1987年、フィリップス大学とは独立した機関としてPhillips Graduate Seminaryが設立された。同学校は現在はフィリップス神学校として知られ、オクラホマ州タルサにある。フィリップス大学の閉校後、フィリップス大学の卒業生の成績証明書はフィリップス神学校が保管している。
フィリップス大学では、MBAを取得できるビジネススクールも運営しており、オクラホマ州とテキサス州でも高い評価を得ていた。また、20か国以上の学生からなる国際的なコミュニティもあった。

## フィリップス大学日本校
1989年、日本の京都府宇治市の宇治郵便局向側に京都科学技術学園と共同で日本校を開校した。日本校の学生はイーニドキャンパスで1年間授業を受ける必要があり、卒業後はフィリップス大学の学位を取得できた。日本校のいくつかの授業はイーニドキャンパスの教員が担当していた。
大阪府大阪市に京橋キャンパスと天満キャンパスが設置されていたが、宇治キャンパスとは違い、一般のビルのような造りとなっていた。協定により、学生は日本国外で取得する必要がある単位を大阪のキャンパスで取得することもできた。
1992年、フィリップス大学は、京都科学技術学園とともに日本で大学を運営していた民間企業であるフィリップスジャパン株式会社と、京都科学技術学園の理事長・山崎種三に対して訴訟を起こした。この訴訟では、被告が日本政府に対して税金を払わず、またフィリップス大学が契約に基づいて支払った税金も支払わずに、フィリップス大学の名前を不正に使用した疑いがあると主張した。
1995年4月、新しいバイリンガル・バイカルチュラルな教育プログラムを作成することにより、日本でのアメリカ式教育をさらに進歩させるという新たな目的のために、フィリップス大学インターナショナル(PUI)が創設された。
1996年秋、PUIは京都府京田辺市に移転し、京都インターナショナルユニバーシティーの名称で、フィリップス大学から独立した教育機関になった。
現在、京橋キャンパスは天満研修センターとして活用されている。

## 破産・閉校・遺産財団

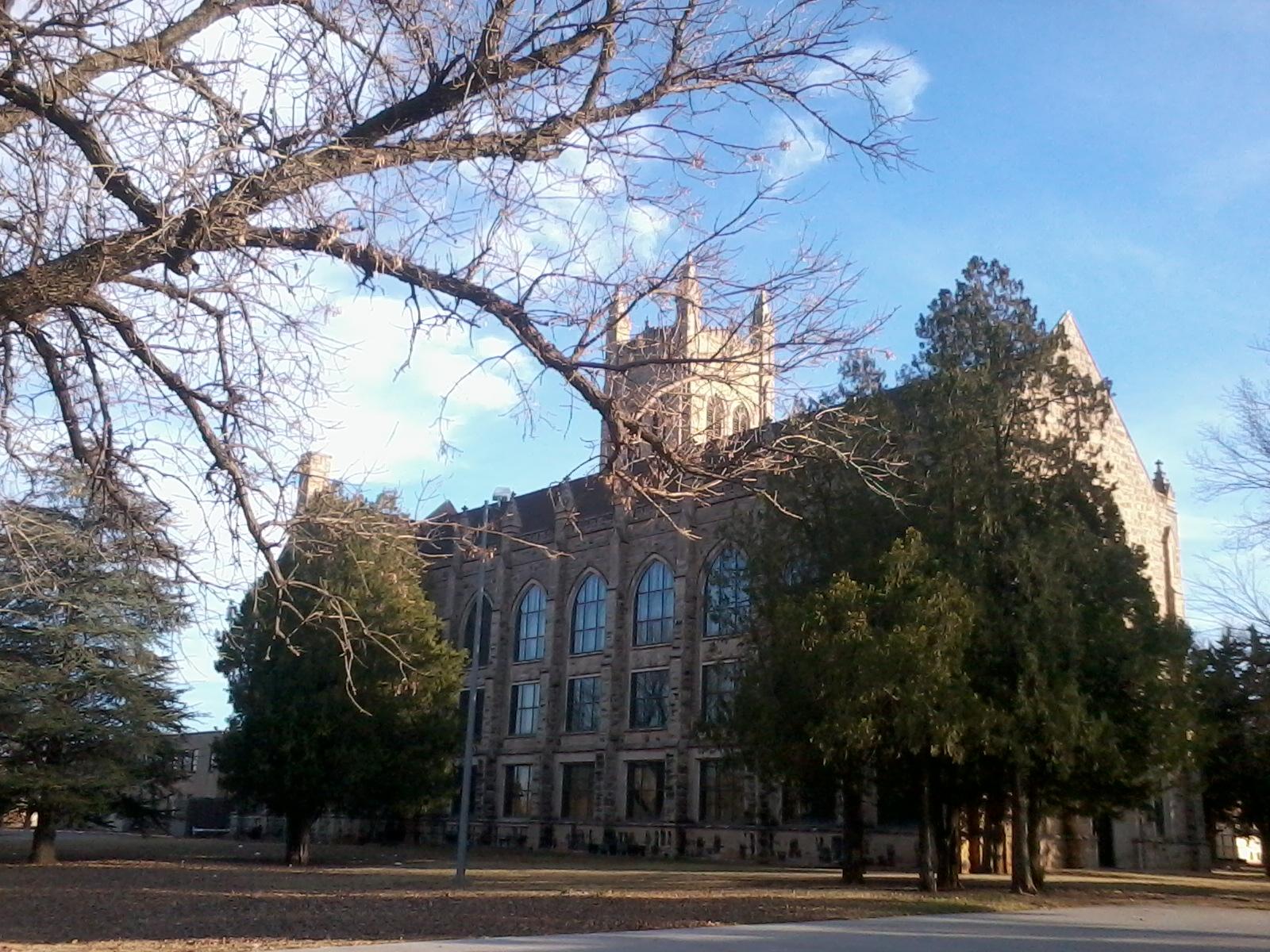
旧キャンパスのマーシャル・ビル

重大な財政問題と学生数の減少のため、フィリップス大学は1998年4月1日に連邦倒産法第11章に基づく破産を申し立て、その4か月後に閉校した。本校から独立したオクラホマ州タルサのフィリップス神学校は影響を受けず、フィリップス大学の卒業生の成績証明書は同校が保管している。
1998年に大学が破産した後、大学の資産の清算による300万ドルを設立資金としてフィリップス大学遺産財団(Phillips University Legacy Foundation, PULF)が設立された。PULFは、ディサイプルス派関連の大学に通う学生に毎年奨学金を授与し、指導者教育を提供している。2002年から2015年にかけて、PULFは367件、総額111万6250ドルの奨学金を136名の学生に授与し、14のリーダーシップ開発会議を開催した。
フィリップス大学の元のキャンパスは、1999年6月に公立大学のノーザン・オクラホマ大学(NOC)が610万ドルで購入した。610万ドルのうち、190万ドルはイーニド市が、80万ドルはオクラホマ州高等教育評議会が、340万ドルはNOCが負担した。オクラホマ州トンカワに拠点を置くNOCは、段階的に全施設のサテライトキャンパス化を進めた。

## 歴代の学長
- Dr. Ely Vaughan Zollars (1907–1915)
- Dr. Isaac Newton McCash (1916–1938)
- Dr. Eugene S. Briggs (1938–1961)
- Dr. Hallie G. Gantz (1961–1972)
- Dr. Thomas E. Broce (1973–1975)
- Dr. Samuel E. Curl (1976–1979)
- Dr. Joe Robert Jones (1979–1988)
- Dr. Robert D. Peck (1989–1993)
- Dr. Donald F. Heath (1994–1995)
- Dr. Sheldon E. Elliott (1995–1996)
- Dr. G. Curtis Jones (1996–1998)[13]

## 著名な人物

### 出身者
- 木本武宏（日本校中退）（TKO）